# X-MEN: メサイア・コンプレックス
X-MEN：メサイアコンプレックスはハウス・オブ・Mから続くX-Menのクロスオーバー作品。The Uncanny X-Men、New X-Men、X-ファクター、X-Menの４誌にわたって展開された。X-MEN:メシア・ウォー、X-MEN:セカンド・カミングに続く『メシア三部作』の第一部。クロスオーバーアベンジャーズ VS X-MENにつながる作品でもある。

## あらすじ
スカーレット・ウィッチが引き起こしたMデイによりミュータントの人口は数百人にまで減少し、新たなミュータントも生まれなくなっていた。
そんなある日、セレブラが強大な力を持つミュータントの誕生を検知する。すぐさまX-MENはその赤ん坊が誕生した現場、アラスカ州クーパーズタウンに向かうが、そこは火の海に包まれており、多くの人々が虐殺されていた地獄のような状態だった。それはウィリアム・ストライカーが組織した反ミュータント組織ピュリファイアーズとシニスターが率いるミュータントの殺戮集団マローダーズが赤ん坊を奪い合った結果引き起こされたものだった。赤ん坊を連れ去ったと思われるマローダーズを追跡するX-MENだが今度はマグニートーを崇拝するアコライツと戦闘になる。
赤ん坊を追跡するためサイクロプスは指示を出しX-ファクターのリヒターをピュリファイアーズに潜入させマルチプルマンの分身を未来に送る（この分身の1体にレイラがついて行ってしまう）。
サイクロプスから待機命令を受けたニューX-MENのリーダーであるサージは、かつてピュリファイアーズに多数の仲間を殺された恨みから一部のメンバーを率いて独断で行動してしまう。さらにミュータントを捕食する怪物プレデターXも極上の獲物である赤ん坊を狙っていた。
いくつもの組織を出し抜き赤ん坊を保護していたのはケーブルだった。ケーブルから赤ん坊を奪取するためX-フォースが組織され追跡が始まる。カナダの雪山で赤ん坊を巡るケーブル、X-フォース、ピュリファイアーズの激闘が繰り広げられ、隙を突いたケーブルはX-フォースのブラックバードを乗っ取り未来へ帰還するためタイムマシンを作っていたフォージのもとへ向かう。しかしそこでは赤ん坊を殺そうとビショップが待ち構えていた。
一方、ミュータントの将来を探るべく80年後の世界に送られたマルチプルマンとレイラは、この世界のミュータント強制収容所に投獄されてしまっていた。
二人はそこで少年時代のビショップに遭遇し80年前に生まれた新たなミュータントメサイアの手によって人間が虐殺されたことを知る。
ケーブルを倒したビショップの手から赤ん坊を救ったのはガンビットたちマローダーズのメンバーだった。赤ん坊を連れて拠点であるミューア島に帰投するアコライツ。赤ん坊をミューア島に連れ去られたこと知ったX-MEN、X-フォースは赤ん坊を取り戻すためミューア島にのりこむ。学園に残ったサージらはプレデターXの攻撃を受けピクシーのテレポートでミューア島に移動してしまいミューア島で赤ん坊を巡る最終決戦が繰り広げられる。
激戦が収まりサイクロプスから赤ん坊を受け取ったケーブルは未来へと旅立つ。それを阻止しようとするビショップの銃弾は消えゆくケーブルをすり抜けプロフェッサーXの頭を撃ち抜く。サイクロプスたちが見守る中プロフェッサーXの遺体が消えてしまう。

## 主な登場キャラクター

### X-MEN
- サイクロプス

X-MENの指揮官。プロフェッサーXが自分の記憶を改竄していたことを知りそれが決定的な亀裂となっている。赤ん坊を保護するために冷酷な指揮を出すこともある。
- エマ・フロスト

サイクロプスのパートナー。強力なテレパスでチームの連絡役を務める。
- ウルヴァリン

情報を隠すサイクロプスと対立しながらもその指揮に従う。後にX-フォースのリーダーを務める。
- ビースト

後方に下がり怪我人の治療などを担当している。
- ステップフォード・カッコーズ

ウェポンX計画により作られたエマのクローン。5人いたが事件、事故により3人になってしまった。

### ニューX-MEN
- サージ

ニューX-MENのリーダー。日本人。本名芦田則子（あしだのりこ）。電撃を操るミュータントだが自分では能力をコントロールできずフォージが開発したガントレットでコントロールしている。
- X-23

愛称ローラ。ウルヴァリンのクローンだが黒髪の美少女。ウルヴァリン同様のヒーリングファクターを備え、手の甲から2本足の甲から1本の爪を出す。
- エリクサー

怪我、病気を問わず他人も自分も癒せる治癒能力者。サージをニューX-MENに引き入れた。ある事件で自分自身を治療した時に全身の皮膚が金色になってしまう。ウィリアム・ストライカーが学園を襲撃した時にストライカーに対して能力を攻撃のために使用すると今度は皮膚が黒くなった。その後X-23を治療すると金と黒の2色になった。
- ピクシー

昆虫のような透明な羽根で飛行できる。転移魔法を習得していて魔術によるテレポートが可能。複数名を同時に転移させられる。

### X-ファクター探偵所
- マルチプルマン

X-ファクター探偵所所長。身体に衝撃を与えると分裂する。分裂後は再融合する。分身体の記憶も融合するためマルチプルマンは大量の分身を生み出し、様々な職業に就かせその知識を得た。結果として分裂すると分身体の性格が本体と全くかけ離れたものになることが多々あるため、分裂後は分身と会話してその性格を把握する必要があるようになってしまった。サイクロプスの依頼を受け2体の分身を未来世界の調査に送り出す。
- レイラ・ミラー

ハウス・オブ・Mで改変前の記憶を持っていた謎の少女。エマ曰く『スカーレット・ウィッチの良心』らしい。マルチプルマンの分身の1体と一緒に未来世界に飛ばされる。

### アコライツ
マグニートーを指導者として仰ぐミュータント至上主義の集団。現在マグニートーが生死不明のためエクソダスが指揮をとっているが士気は低い。現在はマローダーズの一部隊になっている。

### マローダーズ
ミスターシニスターがミュータントマサカー事件の際に結成した集団。
- ミスターシニスター

正体は19世紀の遺伝子学者。テレパスや再生能力を持つ。究極のミュータントを作り出すことを目的に200年以上行動している。そのためMデイ以降に誕生した赤ん坊を狙っている。
- ガンビット

元X-MEN。ある事情からマローダーズに加入。メサイア・コンプレックス以前にローグが率いるチームにいたがローグがミュータント能力を無効化する青年パルスと共に姿を消してしまったために自暴自棄になり、アポカリプスの肉体改造を受け黒い肌、白髪になり黙示録の四騎士（ふぉーほーすめん）の一人デスになった。マローダーズ加入後に再改造を受けたのか元の姿に戻っている。
- サン・ファイア

元X-MEN。両足が不自由になって絶望していたところをアポカリプスに付け込まれ肉体改造を受けた。アポカリプスがX-MENに敗れた後ガンビットと放浪していたところシニスターによってマローダーズに引き込まれた。
- ミスティーク

変身能力を持つミュータント。アコライツやX-MENなど様々な組織を渡り歩いてきたが、養女のローグを助けるためにマローダーズに加入。預言能力をもつデスティニーが残した預言書の通りに行動してローグの命を救おうとしている。
- ローグ

シャイア帝国の大量破壊兵器ヘカトンに内包された80億人もの人間の意識を吸収してしまい意識不明に陥っている。

### ピュリファイアーズ
ミュータント根絶こそ神の意志と信じて行動する狂信的な集団。反ミュータント集団であるため構成員に特殊能力を持つ者はいないがメンバーの戦闘能力は高い。
- ウィリアム・ストライカー

ミュータント排斥主義者。Mデイでミュータントの数が激減するとエグゼビア学園を襲撃し42名のミュータントを殺害したが自身も殺された。
- レディ・デスストライク

本名大山百合子（おおやまゆりこ）。ミュータント能力は持たないがサイボーグのボディでアダマンチウムの爪を持つ。殺し屋としてストライカーの下にいる。

### その他
- 赤ん坊

Mデイ以降初めて生まれたミュータント。物語の時点ではまだ名前を付けてもらっていない。
- プロフェッサーX

X-MENの創設者であり指揮官でもあったが現在はサイクロプスに指揮権を譲っている。
- ケーブル

ケーブルいた未来では赤ん坊は救世主であるため赤ん坊を守ろうとしている。
- ビショップ

ビショップの未来では赤ん坊は人類を虐殺した悪魔であり、ミュータント迫害の原因であるため赤ん坊を殺そうとしている。
- プレデターX

X-23を生み出した研究所でストライカーの要請によって作られた獣。ミュータントを捕食しそのたびに防御力を増していく特性をもつ。3体作られたがX-MENによって2体が葬られ１体が逃走した。

## 出版
2007年10月
- Chapter 1: X-Men: Messiah Complex one-shot.

2007年11月
- Chapter 2: Uncanny X-Men #492
- Chapter 3: X-Factor #25
- Chapter 4: New X-Men #44
- Chapter 5: X-Men #205

2007年12月
- Chapter 6: Uncanny X-Men #493
- Chapter 7: X-Factor #26
- Chapter 8: New X-Men #45
- Chapter 9: X-Men #206

2008年1月
- Chapter 10: Uncanny X-Men #494
- Chapter 11: X-Factor #27
- Chapter 12: New X-Men #46
- Chapter 13: X-Men #207

### 追加
- X-Men: Messiah Complex - Mutant Files #1

### コレクテッドエディション
主要タイトル:
- X-Men: Messiah Complex : 352 ページ,

ハードカバー, ISBN 0-7851-2899-9,
ソフトカバー, ISBN 0-7851-2320-2

### 日本語版
ヴィレッジブックスから通販限定商品として販売されISBNコードは存在しない。現在はオンライン書店Fujisan.co.jpから購入できる。